# Glomera subpetiolata
Glomera subpetiolata är en orkidéart som beskrevs av Rudolf Schlechter. Glomera subpetiolata ingår i släktet Glomera och familjen orkidéer. Inga underarter finns listade i Catalogue of Life.